# 秀林
秀林（穆麟德轉寫：siolin，？年—1810年），又名秀琳，富察氏，满洲镶白旗人。清朝政治人物。

## 經歷
監生出身。  
乾隆四十一年（1776年）任吏部司務。
四十五年（1780年）升吏部主事。
四十六年（1781年）升吏部員外郎。
四十八年（1783年）升吏部郎中。
四十九年（1784年）轉戶部銀庫郎中。
五十二年（1787年）回任吏部郎中。
五十三年（1788年）升授頭等侍衛加副都統銜，充庫車辦事大臣。
五十八年（1793年）改吉林副都統。
五十九年（1794年）擢吉林將軍。
嘉慶八年（1803年）五月二十日，改江寧將軍。八月二十日，仍回任吉林將軍。
十四年（1809年）召京，十二月十六日，授工部尚書，兼正白旗蒙古都統。
十五年（1810年）二月八日，改吏部尚書兼署工部尚書。
十五年（1810年） 六月十一日，秀林因吉林參務大案降調正紅旗漢軍副都統。七月廿一日革職拏問，抄家革職。嚴審秀林四子華誠及家人劉姓。同月，涉參務案的協領紮布紮那畏罪自殺並誣告秀林族侄盛京戶部侍郎貴慶及家人劉喜索賄。貴慶亦被革職，降三品京堂補用。最後查得秀林多年任吉林將軍，貪腐三萬余兩，判秀林斬監候（死缓）。十一月，嘉慶帝改斬監候（死缓），賜其自盡。

## 家族
- 族兄：成都將軍觀成
- 四子：華瑞（戶部郎中降為主事銜，革職前往喀什噶爾辦事,糧餉軍務）、華玉（二等侍衛，革職）、一人未知、華誠（三等侍衛，革職發烏魯木齊效力贖罪），均奉旨因父案革職
- 女：富察华笃，顾太清友
- 族侄：禮部尚書貴慶